# 高宮祐樹
高宮 祐樹（たかみや ゆうき、1987年12月2日 - ）は、日本の陸上競技選手。専門は長距離走。

## 人物
福島県二本松市出身。二本松市立原瀬小学校、二本松市立二本松第三中学校を卒業後、福島県立二本松工業高等学校へ進学。陸上競技を始めたのは二本松市立二本松第三中学校時代に友人に誘われたことによる。
福島県立二本松工業高等学校時代には全国レベルの競技会への出場経験はない。高校卒業後に城西大学へ進学するが、一般入学試験を受験して合格したという経歴を持つ。城西大学では平塚潤（男子駅伝部監督）の指導を受ける。城西大学時代には2年次に第39回全日本大学駅伝対校選手権大会（2007年）の第6区走者として伊勢路を走り、37分52秒で区間10位となった。また東京箱根間往復大学駅伝競走には大学2年次の第84回（2008年）、3年次の第85回（2008年）の2回出場しており、第84回は復路9区で14位（1時間12分29秒）、第85回は往路5区で21位（1時間25分25秒）という成績であった。
2010年、大学卒業後にヤクルト本社へ入社し、同社陸上競技部に入部。入社1年目の2011年第55回全日本実業団対抗駅伝競走大会から連続メンバー入りしている。
2013年2月3日の香川丸亀国際ハーフマラソンでは1時間2分31秒の自己最高記録をマーク（21位）、2015年11月28日の八王子ロングディスタンス（法政大学多摩キャンパス陸上競技場）では6組に出場、28分29秒64の自己最高記録（15位）をマークした。
2016年2月28日に開催された、第10回東京マラソン（リオデジャネイロオリンピック・男子マラソン日本代表選考会）に一般参加選手として出場。その本番レースでは、今井正人や藤原新など一線級の有力選手が総崩れする中、第二集団からじわじわと追い上げる走りで先行走者を抜き、40kmで服部勇馬（東洋大学）を抜いて日本勢1位に上がると、2時間10分57秒でフィニッシュ。同マラソン・男子の部において総合8位、かつ日本人選手1着という好結果を収めて、オリンピック代表選手争いに名乗りを挙げる。しかし、サブテン（2時間10分未満）にも届かない平凡なゴールタイムと、消極的過ぎたレース展開に対して日本陸連からは高い評価を得られず、結局リオ五輪男子マラソン・日本代表初選出は成らかなった。

## 自己記録
- 5000m：13分51秒33
- 10,000m：28分29秒64（2015 八王子ロングディスタンス）
- ハーフマラソン：1時間2分31秒（2013 香川丸亀国際ハーフマラソン）
- フルマラソン：2時間09分30秒（2021 びわ湖毎日マラソン）